# Marjan (namn)
Marjan (persiska: مرجان), är ett persiskt kvinnonamn. 
Den 31 december 2014 fanns det 242 kvinnor som hade förnamnet Marjan. Av dessa hade 215 namnet Marjan som tilltalsnamn.